# Каменногорск
Каменного́рск (до 1948 — А́нтреа, швед. Sankt Andree, фин. Antrea) — город в Выборгском районе Ленинградской области. Административный центр Каменногорского городского поселения. Расположен на берегах реки Вуоксы в 41 км к северо-востоку от районного центра города Выборга.

## История
Неподалёку от современного Каменногорска люди жили в IV—III веках до нашей эры. Были найдены деревянная и кремниевая утварь, шлифованные орудия из глинистого сланца, остатки сети длиной 27 м и шириной до 3 м из коры и волокон крапивы, 16 поплавков из сосновой коры, 31 каменное грузило, длинный костяной кинжал.
Осенью 1913 года в районе верхней Вуоксы недалеко от Антреа финский крестьянин Анти Виролайнен под слоем торфа обнаружил древнюю рыболовную сеть, оказавшуюся древнейшей сетью в мире. Сеть исследовал археолог Сакари Пяльси (Sakari Pälsi), её возраст поначалу определили около 9300 лет. Более поздние исследования радиоуглеродным методом показали, что поплавки из коры значительно старше: 8400—8100 лет до нашей эры. «Сеть Антреа» хранится сейчас в национальном музее в Хельсинки. Сеть изготовлена из ивовой коры, 30 метров в длину и 1,5 метра в высоту, размер ячеек 6 см. Сеть утонула в бывшем 10 тыс. лет назад Анциловом озере и утянула с собой на глубину 10 метров в донный ил поплавки, каменные грузила, охотничье оружие, костяные инструменты.
В XIV—XVII веках Антреа был главным административным центром карельских поселений на Верхней Вуоксе.
Официально же Антреа впервые упоминается в 1597 году, в связи с основанием лютеранской общины Святого Андрея. Поэтому название поселения на Вуоксе было связано именно с ней. Поскольку Финляндия являлась частью Шведского королевства и община принадлежала шведской церкви, место носило в документах шведское название Санкт-Андре (швед. Sankt Andree).

### Российская империя (1809—1917)
После перехода финских земель к Российской империи в результате Русско-шведской войны 1808—1809 годов поселение стало носить финское название Антреа.

### Финляндия (1917—1939)
До 1939 года торговый посёлок Антреа входил в состав одноимённой волости Выборгской губернии Финляндии.
Станция Антреа в истории независимой Финляндии стала известна тем, что 23 февраля 1918 года К. Г. Э. Маннергейм произнёс на ней, обращаясь к войскам, свою речь, «Клятву меча».

### Военные годы (1939—1945)
Во время Зимней войны станция Антреа оказывалась под бомбёжкой 1 и 2 декабря 1939, 19 февраля и 2 марта 1940 года. При этом погибло 11 человек, но наземных боевых действий не велось.
12 марта 1940 года был подписан мирный договор между Финляндской республикой и СССР, по которому территория Карельского перешейка входила в состав СССР, в том числе вошёл в состав и город Антреа.
31 марта 1940 года Шестая сессия Верховного Совета СССР приняла закон о преобразовании Карельской Автономной Советской СР в Союзную Карело-Финскую ССР:

Территорию, отошедшую от Финляндии к СССР, на основании мирного договора от 12 марта 1940 года передать в состав Карело-Финской ССР, в том числе города: Выборг, Антреа, Кексгольм,…

В ноябре 1944 года в состав Ленинградской области были включены Кексгольмский, Выборгский и Яскинский районы. В том числе в состав Ленинградской области вошёл и город Каменногорск.

### Советский период (1946—1991)
В 1948 году Антреа была переименована сначала в Гранитный, затем в Первомайск и наконец в Каменногорск. Переименование утверждено Указом Президиума ВС РСФСР от 1 октября 1948 года.
До 1960 года город Каменногорск входил в состав Лесогорского района Ленинградской области. В 1960 году Лесогорский район был упразднен и город Каменногорск вошёл в состав Выборгского района Ленинградской области.
По данным 1990 года в административном подчинении Каменногорского горсовета находился также посёлок Пруды.

## География
Город расположен в северной части района на автодороге 41К-185 (Комсомольское — Приозерск), в месте примыкания к ней автодорог 41К-184 (Каменногорск — Лесогорский) и 41К-443 (Каменногорск — Дубинино).
По автомобильным дорогам расстояние от Каменногорска до районного центра города Выборга составляет 41 км. В центре города расположена железнодорожная станция Каменногорск на линии Выборг — Хийтола Октябрьской железной дороги.
Город находится на левом берегу реки Вуокса. К северо-востоку расположено озеро Каменногорское, к юго-востоку — озеро Петушиное, к западу — залив Дубинский.
В границах города имеются выходы на поверхность скальных пород Балтийского кристаллического щита. В районе города распространены дерново-подзолистые поверхностно-глееватые преимущественно глубокие и сверхглубокие и буро-таёжные почвы.

## Население
| 1947  | 1959  | 1970  | 1979  | 1989  | 1996  | 1998  |
| ----- | ----- | ----- | ----- | ----- | ----- | ----- |
| 1393  | ↗3025 | ↗3745 | ↗4054 | ↗5694 | ↗6200 | ↗6300 |
| 2000  | 2001  | 2002  | 2005  | 2006  | 2007  | 2008  |
| →6300 | ↘6200 | ↘6084 | ↘6000 | →6000 | →6000 | →6000 |
| 2009  | 2010  | 2011  | 2012  | 2013  | 2014  | 2015  |
| ↘5948 | ↗6739 | ↘6700 | ↗6739 | ↘6699 | ↗6761 | ↗6781 |
| 2016  | 2017  | 2018  | 2019  | 2020  | 2021  | 2023  |
| ↘6732 | ↘6696 | ↘6595 | ↘6445 | ↘6301 | ↗7160 | ↘7068 |
| 2024  | 2025  |       |       |       |       |       |
| ↘7009 | ↘6964 |       |       |       |       |       |

На 1 января 2025 года по численности населения город находился на 1016-м месте из 1124 городов Российской Федерации.

## Экономика
В Каменногорске и его окрестностях находятся семь горных предприятий. Самые крупные предприятия — Каменногорское карьероуправление и Каменногорский комбинат нерудных материалов — они входят в состав производственного объединения «Ленстройматериалы». Это крупные карьеры по добыче серого гранита.
Также в городе расположена фабрика по производству санитарно-гигиенических бумаг, построенная в 1990-е годы. Фабрика принадлежит шведской компании Svenska Cellulosa Aktiebolaget.
В городе есть сетевые магазины «Пятёрочка», «Дикси», «Магнит» и аптека «Невис».
В 2012 году РЖД провело серьёзную реконструкцию железнодорожной ветки СПб — Каменногорск — Бусловская, чтобы пустить через Каменногорск грузовые поезда в Финляндию, освободив при этом прямую ветку СПб — Выборг — Бусловская для пассажирских поездов (главным образом Аллегро).

## Образование
Каменногорская средняя общеобразовательная школа считается одной из лучших в Выборгском районе. Помимо неё в городе есть вечерняя школа. Среди творческих школ выделяются детско-юношеский центр г. Каменногорска и каменногорская детская музыкальная школа.

## Достопримечательности
В городе есть остатки разрушенной финской лютеранской кирхи, постройки конца XIX века и старое финское кладбище, образующие мемориальный парк «Антреа».
На мысе полуострова Рябиновый остались развалины дачи барона Маннергейма, а также каменной набережной реки Вуоксы.

## Известные уроженцы
- Кекки, Матти (1868—1933) — финский агроном, фермер, депутат парламента Финляндии в 1910—1911 и 1919—1922 гг.
- Ланкинен, Ялмари (1894—1970) — финский архитектор.
- Литья, Антти (р. 1938) — финский актёр

## Города-побратимы
- Сийлинъярви  Финляндия
- Куопио  Финляндия

## Галерея
- Каменногорск. 2014 год
- Развилка на два горнодобывающих предприятия
- Вид на городской Дом культуры и дома Нового района
- Каменногорская средняя общеобразовательная школа
- Мемориал финским воинам, погибшим в 1918 и 1939—1944 гг.